# Weihui
Weihui är stad på häradsnivå som lyder under Xinxiangs stad på prefekturnivå i Henan-provinsen i centrala Kina. Den ligger omkring 89 kilometer nordost om provinshuvudstaden Zhengzhou. 